# Legazpi metróállomás
A Legazpi egy metróállomás Spanyolország fővárosában, Madridban a madridi metró 3-as és 6-os vonalán.

## Metróvonalak
Az állomást az alábbi metróvonalak érintik:
- 3-as metróvonal
- 6-os metróvonal

## Kapcsolódó állomások
A metróállomáshoz az alábbi állomások vannak a legközelebb:
- Delicias (Moncloa, 3-as metróvonal)
- Almendrales (Villaverde Alto, 3-as metróvonal)
- Usera (Laguna, 6-os metróvonal, külső hurok)
- Arganzuela-Planetario (Laguna, 6-os metróvonal, belső hurok)